# Guizeira

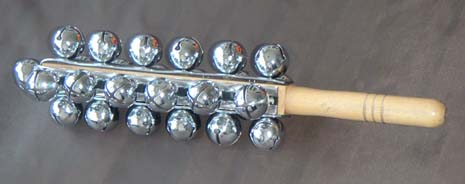
Uma guizeira.

A guizeira é um instrumento musical, mais precisamente um idiofone de agitamento.
As guizeiras podem ter formas variadas, mas essencialmente constituem num suporte (de madeira, de plástico, de metal, etc.) para guizos. Esse suporte pode ter forma de uma haste cilíndrica, com uma pega específica para se segurar com a mão, pode ter a forma de um cinto ou de uma bracelete, para ser transportado em partes do corpo humano, ou ainda os guizos podem estar suspensos num suporte vertical que é agitado.